# آرکادلفیا (آلاباما)
آرکادلفیا (به انگلیسی: Arkadelphia) یک منطقهٔ مسکونی در ایالات متحده آمریکا است که در شهرستان کالمن، آلاباما واقع شده‌است. آرکادلفیا ۱۱۲ متر بالاتر از سطح دریا قرار دارد.